# Máscara (informática)
La máscara en informática es el conjunto de datos que, junto con una operación permiten extraer selectivamente ciertos datos almacenados en otro conjunto. El término proviene, en sentido figurado, de la capacidad de las máscaras para permitir a través de sus agujeros la visualización de ciertas partes de aquello que cubren, a la vez que ocultan (enmascaran) aquello tapado por las zonas no perforadas.
El tipo de máscara más frecuente es la llamada máscara de bits (bitmask, en inglés), que extrae ciertos bits particulares de las cadenas binarias.

## Ejemplo
Supongamos que deseamos saber, en una secuencia de dieciséis bits, cuáles están a cero y cuáles a uno de entre los ocho bits de más peso. Si no nos interesa conocer en qué situación (uno o cero) se encuentran los bits de menor peso, podemos hacer un y lógico (AND) con una secuencia de dieciséis bits en la que estén a uno todos los bits cuyo estado nos interese y a cero aquellos cuyo estado nos resulte irrelevante.
Así, si a la cadena binaria: 1100010101101101 le aplicamos la máscara 1111111100000000 y obtenemos el y-lógico a nivel de bit entre ambos valores, resultando 1100010100000000 que conserva los valores de los bits cuya situación nos interesa pero pone a cero la zona de la cadena cuyos bits no nos conviene considerar.